# Кременчугская губерния
Кременчугская губерния (укр. Кременчуцька губернія) — губерния в составе Украинской ССР с 16 мая 1920 года до 21 октября 1922 года.

## История
Указы ВУЦИК от 18 и 30 июля и 15 августа 1920 года закрепили за ней территории, которые ранее входили в состав Киевской, Полтавской и Херсонской губерний.

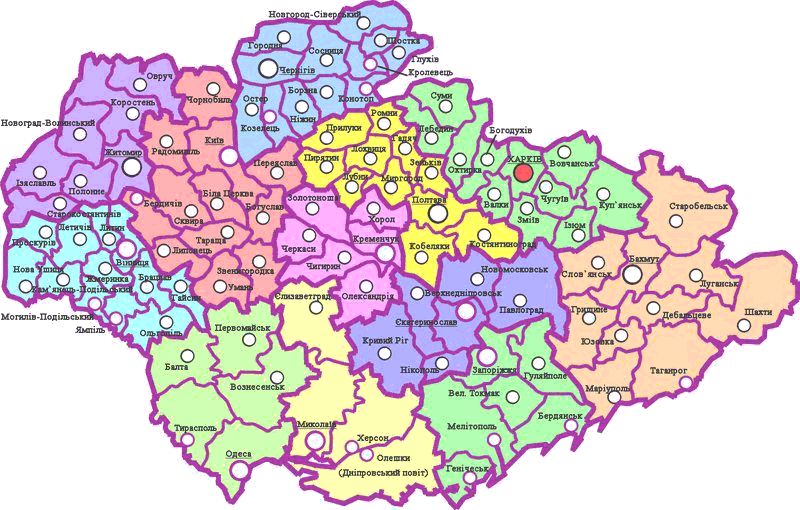
Карта УССР 1921 года, с Кременчугской губернией и уездами.

Кременчугская губерния состояла из 6 уездов:
- Золотоношский уезд,
- Кременчугский уезд,
- Александрийский уезд,
- Хорольский уезд,
- Черкасский уезд,
- Чигиринский уезд.

Расформированная губерния вошла в состав Полтавской, Киевской и Екатеринославской губерний.

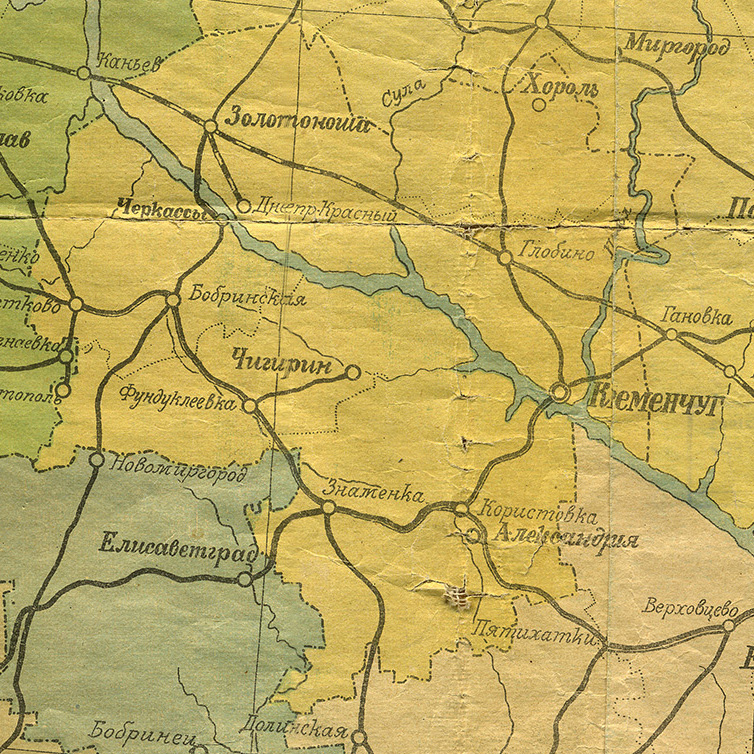
Карта Кременчугской губернии, 1921 год
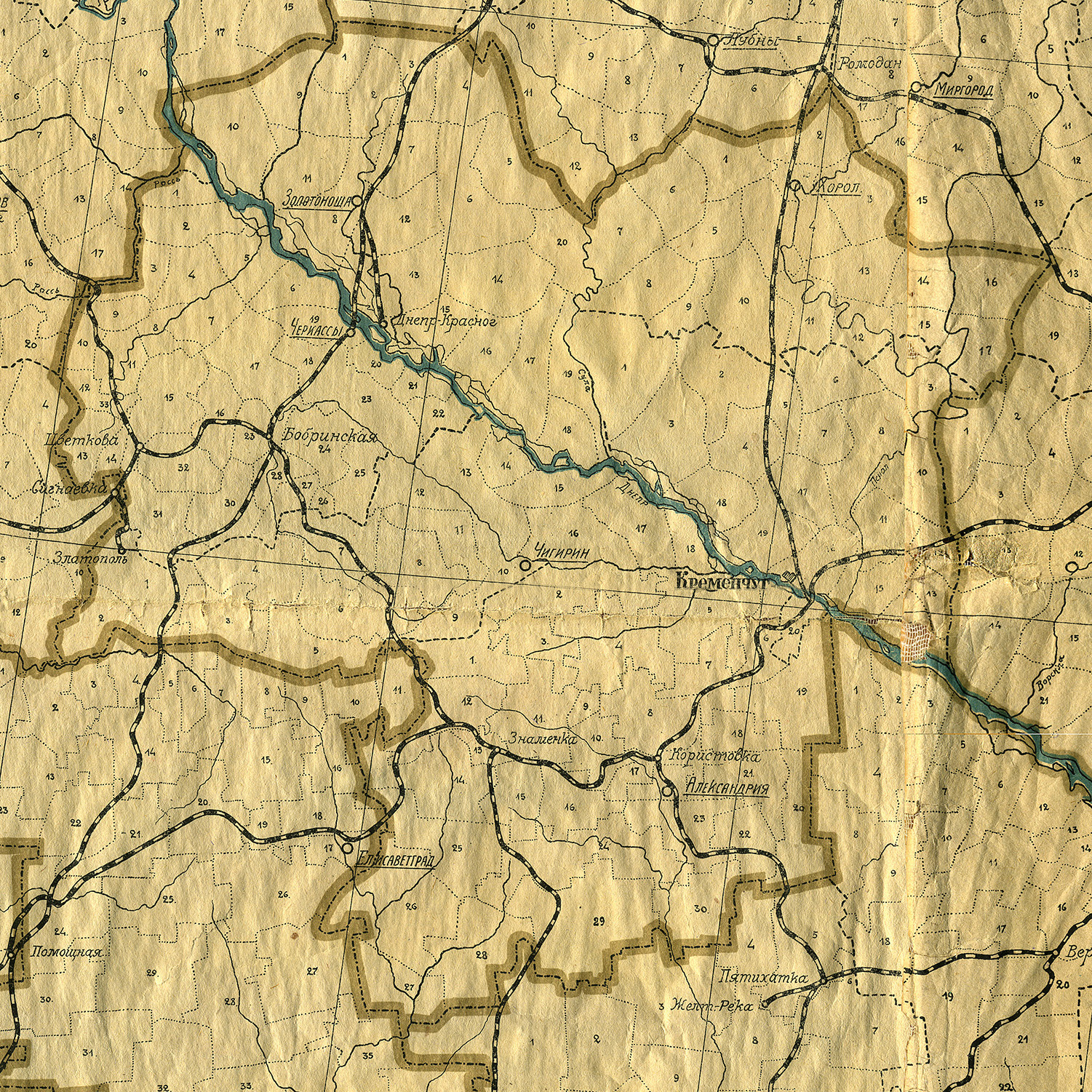
Карта Кременчугской губернии, 1921 год
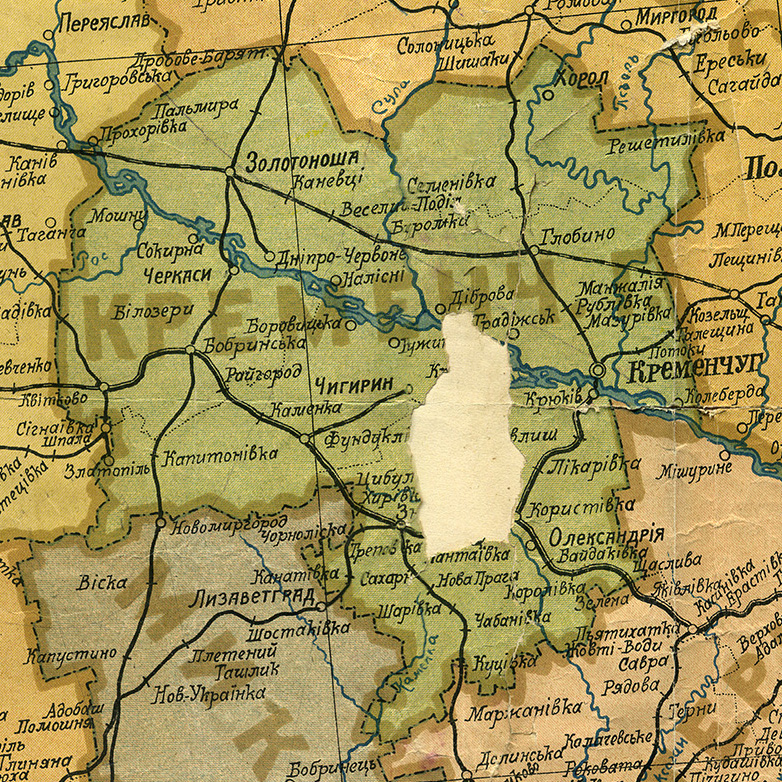
Карта Кременчугской губернии, 1922 год